# Richard Henkes
Richard Henkes (26 de mayo de 1900 - 22 de febrero de 1945) fue un sacerdote católico palotino alemán que se encuentra en proceso de canonización. 
Henkes trabajó desde 1931 como predicador penitente en la Alta Silesia y fue maestro de ejercicios espirituales en Branice. En su lucha contra el nazismo, fue denunciado más de una vez a la Gestapo. El 8 de abril de 1943 fue arrestado por la Gestapo en Racibórz y el 10 de julio fue trasladado al campo de concentración de Dachau, donde fue ubicado en el Bloque de padres (Pfarrerblock, en alemán). Allí, falleció el 22 de febrero de 1945.

## Primeros años
Richard Henkes nació el 26 de mayo de 1900 en Ruppach, una aldea del Westerwald, cerca de Montabaur en Alemania. Con la intención de convertirse en misionero palotino en Camerún, se trasladó en 1912 desde su escuela estatal a una escuela de estudio palotino de nueva construcción en Vallendar, donde, a su vez, fuera llamado espiritualmente el padre José Kentenich. Richard Henkes participó con entusiasmo en la vida de la entonces recién fundada Comunidad de Vida Cristiana y se convirtió en director de la sección misionera.
En 1918, fue reclutado para el servicio militar en Darmstadt, donde tuvo que aprender que no podía hacer realidad por sí mismo todos los altos ideales que se había propuesto. En 1919, finalizó su bachillerato e ingresó en la comunidad de los palotinos. En 1921, tomó votos por primera vez y, después de superar una crisis espiritual, fue ordenado en 1925 en Limburg. Henkes impartió clases a los jóvenes en las escuelas palotinas de Schönstatt, en los Alpes y de nuevo en Schoenstatt. 

## Segunda Guerra Mundial
Con el fin de evitar ser enlistado en la Wehrmacht, el vicario general Nathan von Branitz le asignó el puesto de administrador de la parroquia de Strandorf (1941-1943) en la región de Hlučín. Debido a estas actividades y su hablar claro, estuvo en la mira de las autoridades. Así, por ejemplo, dijo que la matanza de inocentes era un asesinato. Fue llamado en varias ocasiones por la Gestapo.
Finalmente, el 8 de abril de 1943 Richard Henkes fue arrestado en Racibórz por la Gestapo debido a un sermón que dio en Branice sobre el rol desempeñado por la Wehrmacht. El 10 de julio de ese mismo año fue trasladado al campo de concentración de Dachau. Allí, debió realizar trabajo forzado en condiciones infrahumanas. A pesar de ello, se mantuvo firme en su fe, compartiendo sus alimentos con muchos otros y alentando a sus compañeros de reclusión. Si bien en Dachau no formó parte del grupo cercano en torno a José Kentenich, conoció y departió bastante con el entonces profesor Josef Beran, quien sería más tarde arzobispo y cardenal de Praga. A pesar de no ser muy dotado para los idiomas, aprendió con él a hablar checo, porque quería quedarse después de la guerra como capellán en el Oriente. Desde la primavera de 1944, trabajó con él en un comedor del bloque 17, formado en su mayoría por checos.
Hacia el final de la guerra, estalló en Dachau la segunda gran epidemia de fiebre tifoidea. El 11 de febrero de 1945 se convocó a voluntarios entre los sacerdotes alemanes para que se dedicaran a cuidar a los enfermos. Como Henke sabía que era una amenaza mortal, se encerró con los enfermos para ocuparse de ellos. Después de unas semanas, se enfermó él también y a los cinco días falleció.

## Beatificación
El 25 de mayo de 2003, el obispo de Limburgo, en cuyo obispado se ubica el lugar de nacimiento de Richard Henkes, inició el proceso de beatificación. El 21 de diciembre de 2018 el papa Francisco declaró que el padre Henkes murió por odio a la fe y fue beatificado el 15 de septiembre de 2019.